# Vergulden Eenhoorn
De Vergulden Eenhoorn is een complex gebouwen aan de Ringdijk 57 en 58 in Amsterdam-Oost. Ze staan aan de Ringvaart van de Watergraafsmeer.
Drie gebouwen op het terrein zijn sinds 1970 rijksmonumenten, zonder dat het complex zelf een rijks- of gemeentelijk monument is:
- Ringdijk 57 kreeg in het monumentenregister nummer 6778
- Ringdijk 58 kreeg in het monumentenregister nummer 6779
- gelegen nabij Ringdijk 57 kreeg in het monumentenregister nummer 6780.

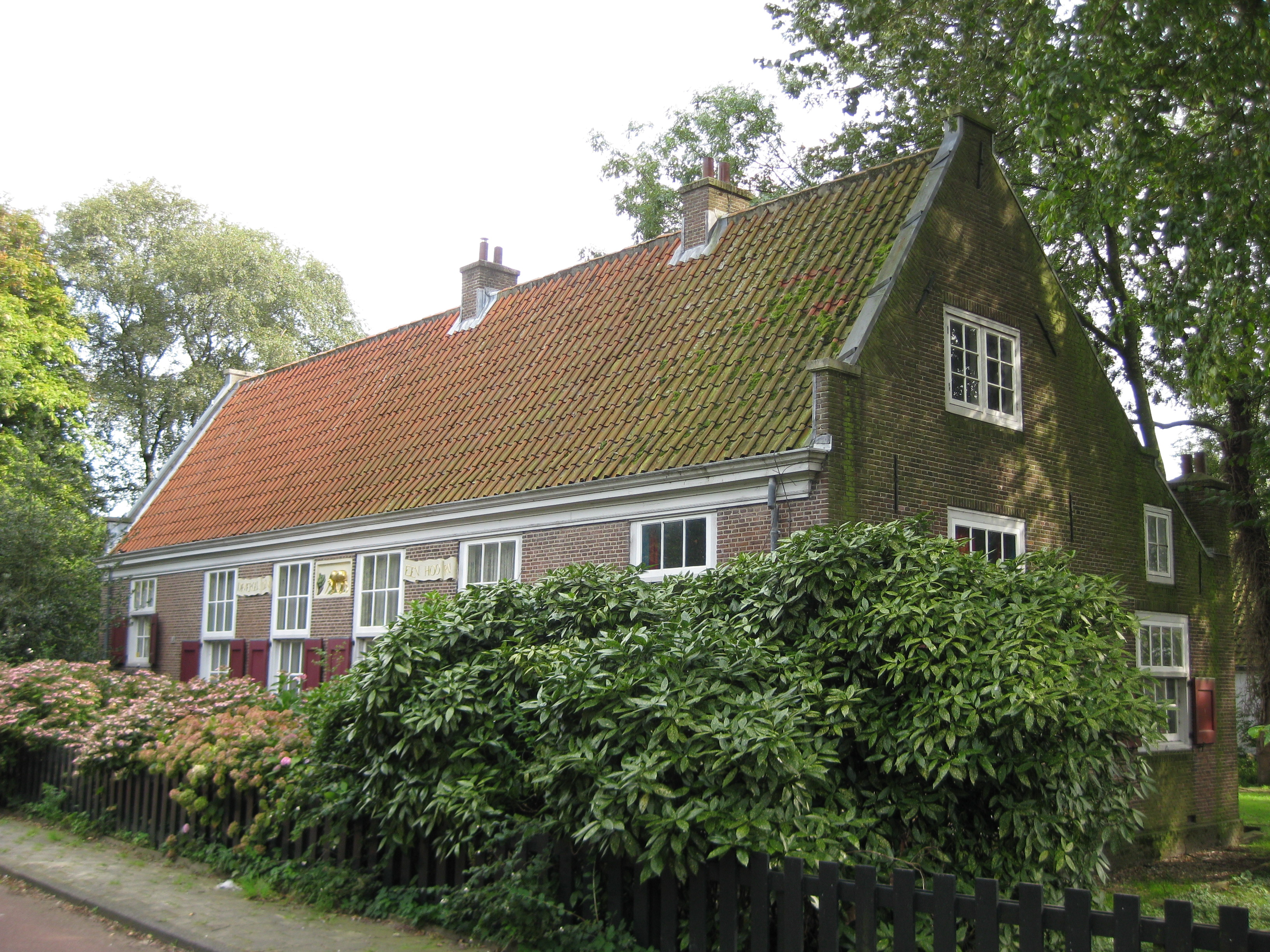
Ringdijk 58 in september 2011
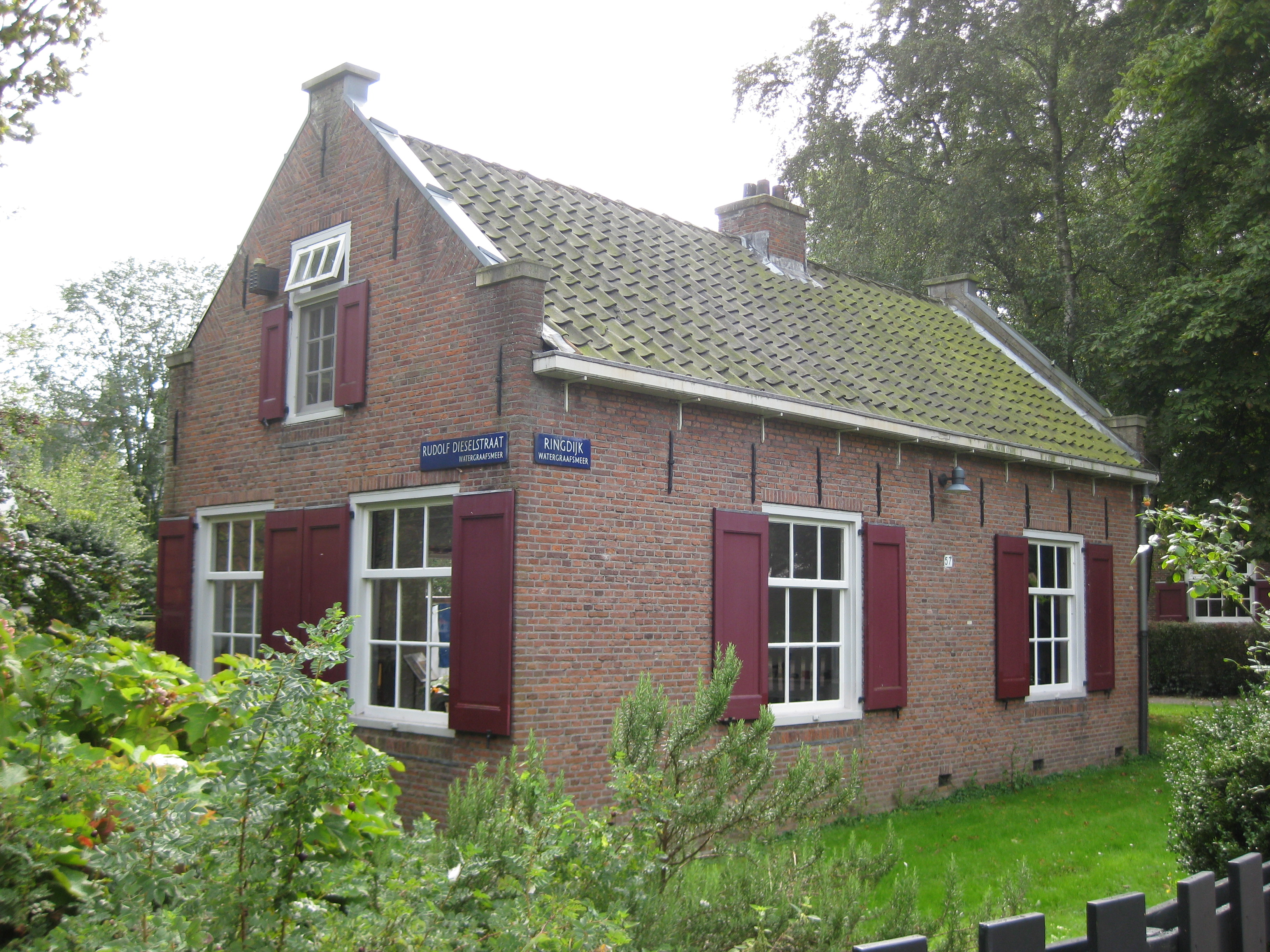
Ringdijk 57 in september 2011
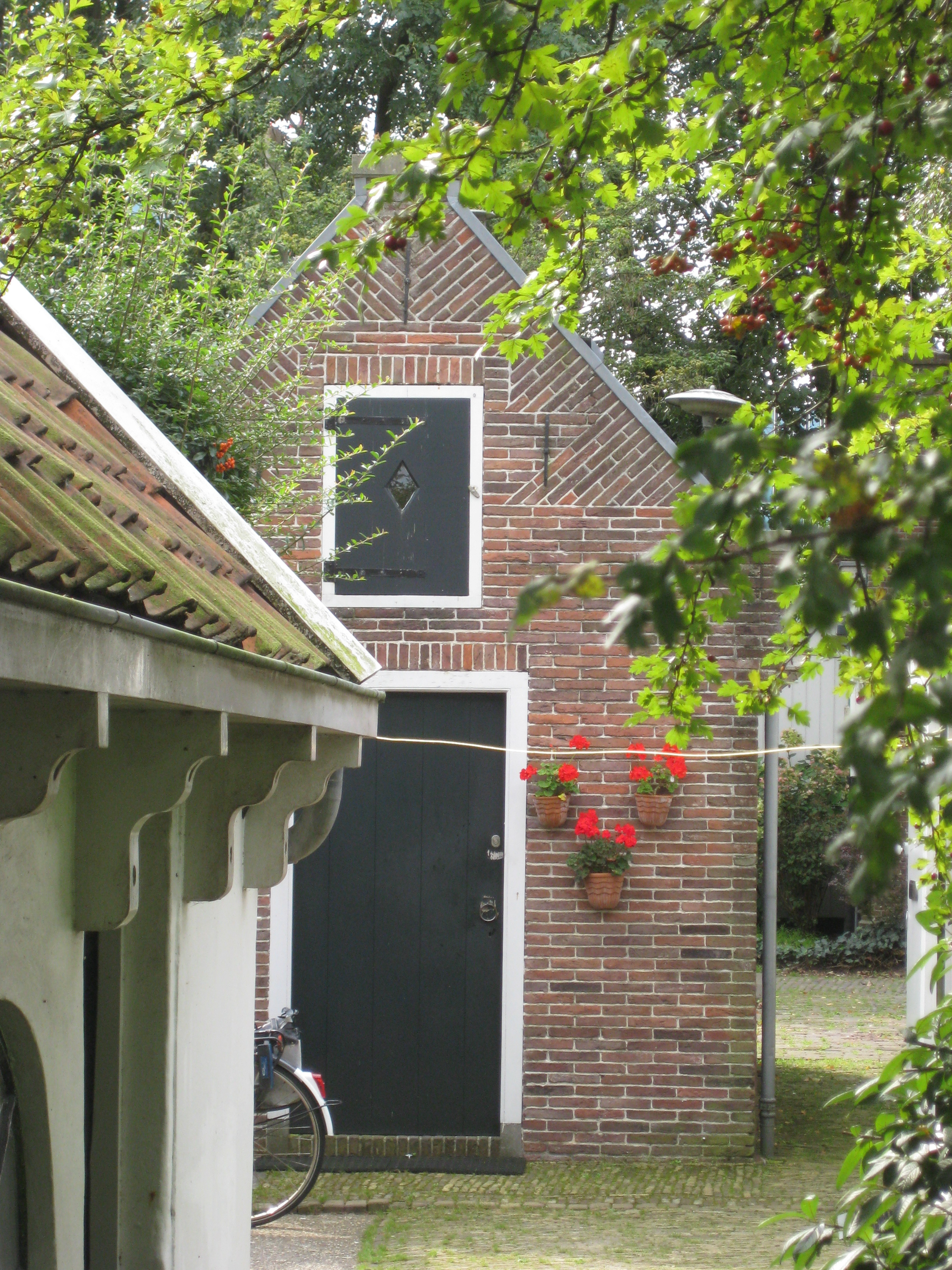
Klein huisje nabij Ringdijk 57 in september 2011
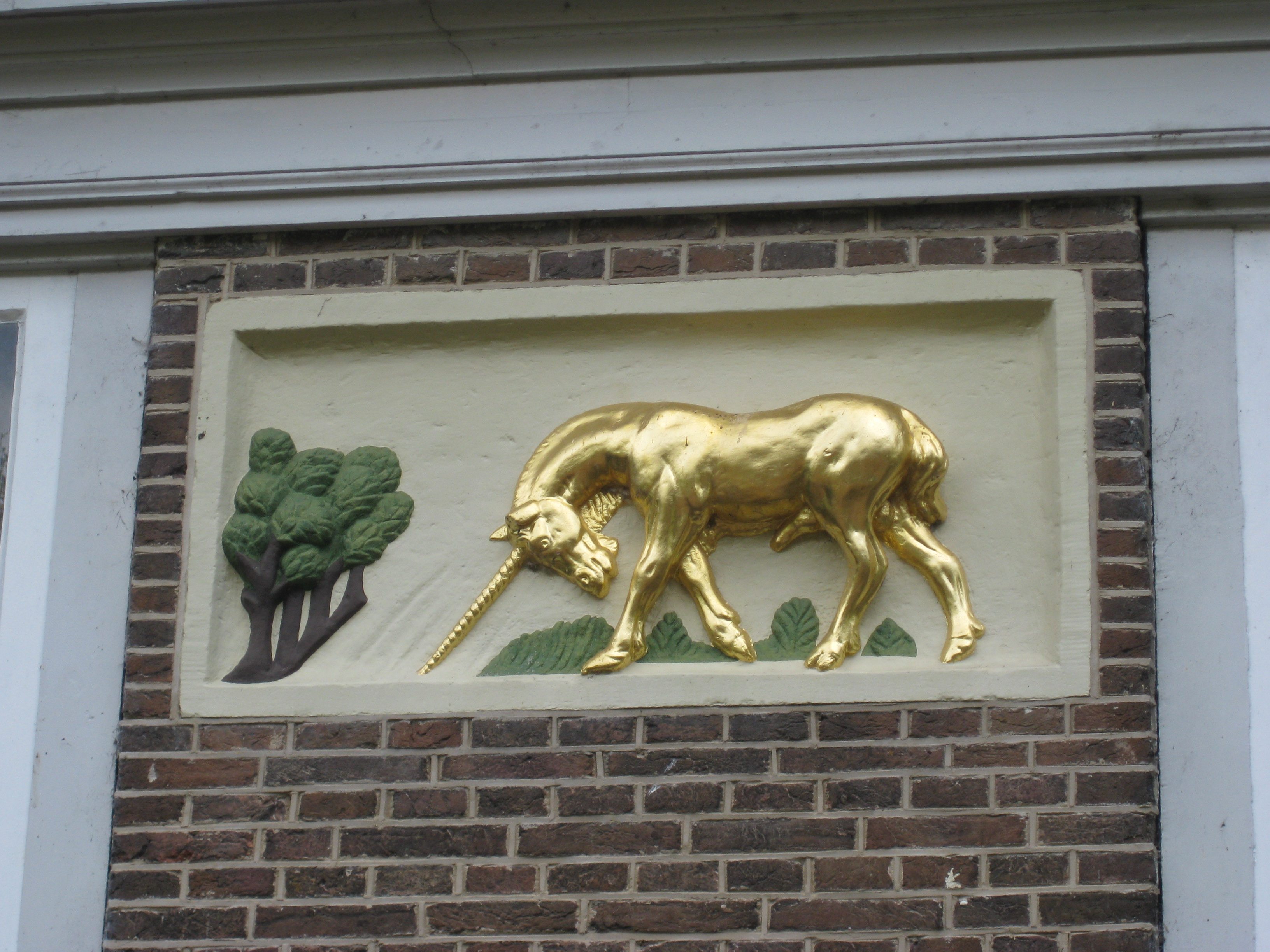
Gevelsteen in september 2011